# 秀水镇 (榆树市)
秀水镇，是中华人民共和国吉林省长春市榆树市下辖的一个乡镇级行政单位。

## 行政区划
秀水镇下辖以下地区：
秀水村、苏家村、夏家村、后沟村、富岭村、双庙村、新田村、治江村、腰围村、大于村、杨家村、茧绸村、长久村、周家村、双合村和刘芳村。